# Dvorce (železniční zastávka)
Dvorce jsou železniční zastávka v obci Dvorce v okrese Jihlava. Zastávka byla otevřena v roce 1887 a leží na trati Jihlava – Veselí nad Lužnicí.

## Provozní informace
Zastávka má jedno jednostranné hranové nástupiště.[zdroj?] V zastávce není možnost zakoupení si jízdenky a trať procházející zastávkou je elektrizovaná střídavým proudem 25 kV, 50 Hz. Provozuje ji Správa železnic.

## Doprava
Zastavují zde pouze osobní vlaky, které jezdí do Jihlavy, Tábora a Dobronína. Dále zde projíždějí rychlíky a spěšné vlaky.